# Liste des festivals et événements de la ville de Québec
Pour un article plus général, voir Québec (ville).
 (mars 2020).
La ville de Québec compte de nombreux festivals et événements tout au cours de l'année, qui permettent aux habitants et aux visiteurs d'assister à des spectacles de musique de toutes sortes, de faire connaissance avec des cultures de différents peuples et époques ou tout simplement de s'amuser entre amis ou en famille. En voici la liste.

## Printemps

### Courants
- Carrefour international de théâtre de Québec
- Manif d'art
- Salon international du livre de Québec
- Festival de la bande dessinée francophone de Québec
- Festival du film étudiant de Québec[1]. Le Festival du film étudiant de Québec est un événement qui cherche à faciliter l'émergence des jeunes cinéastes et vidéastes de la relève et a pour mission de les inspirer, de les rassembler et de les diffuser habituellement présenté au début du mois de mai.
- Festival Nadeshicon organisé par le Club anime Québec, qui se déroule au mois de mars ou d'avril, célèbre la culture japonaise. Une convention mêlant culture, animation et manga japonais qui a comme principales activités : mascarade, défilé de mode japonaise, conférences, calligraphie, visionnements, etc.

### Disparus
- Festival Altern'Art de Québec[2] Le festival Altern'Art des arts de la diversité sexuelle a lieu au mois de mai et met de l'avant des artistes gais, lesbiennes, bisexuel(le)s et trans de Québec de même que des œuvres thématiques sur la diversité sexuelle, particulièrement en arts visuels et de la scène et en littérature.
- Festival de la gastronomie du Québec - Coupe des nations[3] présente lors d'une fin de semaine d'avril différents exposants du milieu des artisans de produits alimentaires, des restaurateurs et des intervenants du milieu de l'alimentation, en plus d'un concours de vin et de cidres, la Coupe des nations.
- Les Rendez-vous culturels de l'Art'rondissement de Charlesbourg proposent expositions, spectacles, théâtre et musique de mi-avril jusqu'en mi-juin dans l'arrondissement Charlesbourg.
- Le Festival de théâtre amateur de Québec, organisé par Fusion théâtre neuf, se déroule habituellement à la fin de mai, au début de juin. Il présente neuf troupes qui se succéderont, jour après jour, sur la scène de la salle multi du complexe Méduse.

## Été

### Courants
- La fondation de Québec est fêtée le 3 juillet[4].
- Les Grands Feux Loto-Québec est une série de spectacles pyrotechniques à thématiques variées présentée au-dessus du fleuve Saint-Laurent, devant la ville de Québec, pendant le mois d'août.
- ComediHa! Fest-Québec, festival d'humour, mi-août.
- Fête nationale du Québec, fêtée par diverses activités dont un grand spectacle en plein-air le soir du 23 juin sur les plaines d'Abraham.
- Fête du Canada, fêtée le 30 juin et le 1er juillet sur différents sites du Vieux-Québec.
- Festival d'été de Québec, musique populaire, deux semaines en juillet.
- Festival Off de Québec, musique émergente, en même temps que le Festival d'été.
- Faubourg Saint-Jean en Fête, fête du quartier Saint-Jean-Baptiste, mi-juin.
- Fêtes de la Nouvelle-France, reconstitution historique et animation, début août.
- Plein Art, le Salon des métiers d'art de Québec, début d'août, au Vieux-Port de Québec[5].
- Bel air de fête (anciennement les Fêtes de Val-Bélair), spectacle présenté annuellement depuis 1983 le 24 juin et mettant en vedette des artistes québécois de renom, suivi d'un feu d'artifice et d'un feu de joie, en plus d'activités familiales toute la journée[6].
- Festival des journées d’Afrique : danses et rythmes du monde de Québec, créé en 1996, une fin de semaine en juillet[7].
- Envol et macadam, festival de musique alternative, une fin de semaine au début septembre[8].
- Les Rendez-vous d'histoire de Québec à la ville de Québec.

### Disparus
- Resto-Rue: Goûtez le Vieux-Québec[9].
- Festival culturel chinois de Québec, mi-juillet[10].
- Les Chemins invisibles, spectacle de rue gratuitement présenté par le Cirque du Soleil durant la saison festival au centre-ville.
- Expo Québec, foire agricole, foire commerciale et parc d'attractions temporaire, tenue au mois d'août sur le site d'ExpoCité jusqu'en 2015.
- Le Festival international de musiques militaires de Québec, incluant le Tattoo militaire de Québec, qui s'est tenu en août de 1998 jusqu'en 2013.
- International des musiques sacrées de Québec, présenté au début du mois de septembre à l'église Saint-Roch[11].
- Spectacle aérien international de Québec, présenté les années paires jusqu'en 2010 à l'aéroport international Jean-Lesage[12]

## Automne

### Courants
- Envol et Macadam, festival de musique alternative et rock.
- Festival de cinéma de la ville de Québec, créé en 2011, se déroule en septembre au centre-ville.
- Saint-Sauveur en fête, fête du quartier Saint-Sauveur, une journée en septembre[13].
- Fête Arc-en-ciel[2], festival socio-artistique francophone de la fierté gaie, début septembre.
- Festival celtique de Québec[14], célébrant les différentes racines celtiques des Québécois, écossaises, bretonnes ou irlandaises. Début septembre.
- Journées de la culture[15], manifestation pan-québécoise pendant laquelle diverses manifestations culturelles (spectacles, musées…) sont offertes gratuitement au public dans toute la province de Québec sur une fin de semaine de la fin de septembre, dont plusieurs à Québec.
- Les Rendez-vous ès trad (anciennement le Festival international des arts traditionnels), musique traditionnelle, danse et contes, en octobre[16].
- La Parade des jouets[17] est une parade de mascottes et de chars allégoriques tenue annuellement à la mi-novembre afin d'inaugurer la saison des fêtes et d'amasser des jouets et dons pour les enfants défavorisés. Organisée à l'origine par les pompiers de la ville[18], elle est maintenant présentée par la société Industrielle Alliance.

### Disparus
- Québec ateliers ouverts[19], visite des ateliers d'artisans et de créateurs de Québec, à tous les deux ans, sur deux fins de semaine de septembre.
- Foire de la diversité de Québec[20], journée multiculturelle aux Galeries de la Capitale, début d'octobre.
- Festival Antenne-A, musique et technologie dans le quartier Saint-Roch
- Coup de cœur francophone[21] est un festival de la chanson francophone présenté en novembre chaque année dans plusieurs villes au Canada. L'événement n'est actuellement (2020) pas présenté à Québec.

## Hiver

### Courants
- Carnaval de Québec[22] est le plus important carnaval hivernal au monde. Il présente annuellement en février deux semaines d'activités hivernales culturelles, sportives et familiales, dont les plus courues sont les deux défilés, le palais de glace du Bonhomme Carnaval (la mascotte), le concours international de sculpture sur neige, la course en canot sur le fleuve gelé, etc.
- Mois Multi[23] présente au complexe Méduse des manifestations et expositions d'art multidisciplinaires et électroniques annuellement en février.
- Festival de Sciences et Génie en janvier, à l'Université Laval[24].

### Disparus
- Le Off carnaval, événement artistique parallèle au Carnaval de Québec, a été créé en 2009 et semble avoir été présenté pour la dernière fois en 2015[25].
- Salon de la musique indépendante de Québec, tenu au début de février, consacré à la scène musicale émergente de Québec et d’ailleurs.